# Pristonesia uvenil
Pristonesia uvenil (лат.) — вид ос-бетилид из надсемейства Chrysidoidea (Bethylidae, Hymenoptera).

## Распространение
Встречаются в Афротропике (Габон).

## Описание
Мелкие осы-бетилиды (длина тела около 3 мм). Известны только по самцам. Этот вид отличается от других представителей рода наличием основания дигитуса гениталий с острыми углами, почти шиповидной формы и эдеагальной аподемы без выступа. Длина тела 3,2-3,3 мм. Длина переднего крыла 2,1-2,2 мм. Усики 1,4-1,5 мм длины. Голова и мезосома чёрные, заднее поле переднегруди темно-коричневое; наличник темно-коричневый; усики и щупики каштановые; мандибулы коричневые; ноги несколько коричневые, вертлуги, голени и лапки светлее; брюшко темно-коричневое; крылья прозрачные, птеростигма более тёмная.

## Классификация
Вид впервые описан в 2022 году в ходе ревизии, проведённой в 2018 и 2020-х годах бразильскими энтомологами Isabel Alencar, Magno Ramos и Celso Azevedo. Сходен по строению гипопигия и гениталий с видом Pristonesia parcetil. Вместе с другими видами Pristonesia включён в подсемейство Pristocerinae.